# میره کورودا
میره کورُودا (انگلیسی: Mirei Kuroda؛ زاده ۲۰ آوریل ۱۹۷۸) یک مانکن و هنرپیشه ژاپنی است. او در استان سایتاما، ژاپن به دنیا آمده است.